# Флориановка
Флориа́новка (укр. Флоріанівка) — село на Украине, находится в Казатинском районе Винницкой области.
Код КОАТУУ — 0521487603. Население по переписи 2001 года составляет 646 человек. Почтовый индекс — 22153. Телефонный код — 4342.
Занимает площадь 2,7 км².
В селе действует храм Апостола и Евангелиста Иоанна Богослова Казатинского благочиния Винницкой епархии Украинской православной церкви.

## Адрес местного совета
22153, Винницкая область, Казатинский р-н, с.Флориановка, ул.Йосипивська, 1